# Кастелион (Миноа-Педьяда)
Касте́лион (греч. Καστέλλιον) — малый город на Крите. Исторический центр общины Миноа-Педьяда в периферийной единице Ираклион в периферии Крит. Население 1438 человек по переписи 2011 года.

## География
Кастелли расположен в центре острова на высоте 340 метров и находится примерно в 4 км к северо-востоку от Эвангелизмос — административного центра общины и 37 км от Ираклиона. Основным занятием жителей является сельское хозяйство. В городе есть медицинский центр, почта, мировой судья, детский сад, начальная школа, средняя школа, департамент полиции, сельская ветеринарная клиника, управление сельского развития и управление лесного хозяйства.
Деревенская средняя школа выпустила много известных ученых и профессоров университетов, таких как Теохарис Деторакис, Георгиос Красанакис, Георгиос Малегианнакис, Николаос Белимбасакис, Арис Цантиропулос и другие.
Муниципалитет, школьные сообщества и культурная ассоциация организуют в течение года примечательные культурные мероприятия. Самые важные из них проходят в августе под названием «Фестиваль незнакомца», вдохновителем и создателем которого был покойный лидер общины и реформатор Кастелли Иоаннис Малегианнакис, и включают в себя концерты, фольклорную музыку, театральные представления, выставки, а также карнавал в последнее воскресенье Хэллоуина. Центральная церковь имеет два придела и посвящена покровителю, святому Антонию, а также святым Константину и Елене, а также находится монастырь Святого Предтечи Каллергиса с 3 монахами.

## Исторические данные
В этом районе есть следы проживания людей с доисторических времён до наших дней, поэтому поселение Кастелион (Αρχαιολογικός χώρος Καστελλίου) объявлено археологическим памятником с 1995 года. Имеются находки, самые ранние из которых относятся к периоду неолита. Поселение эллинистического периода, вероятно, было разрушено около 220 года до н. э. Были раскопаны остатки поселения византийского и венецианского периодов.
Кастелли упоминается в 1583 году в Кастрофилакасе (К95) под названием Педиада Проприо с 543 жителями.
В 1991 году к Кастелиону присоединены следующие упразднённые поселения:
- Диавайде (Διαβαϊδέ), на высоте 355 м. В 1971 году в нём проживало 180 жителей, а в 1583 г. — 127 жителей (Диавайде, Кастрофилакас К 94). Согласно традиции, деревня получила свое название от жителя по имени Диаванос (рассказ Кариотакиса Георгиу т. Димитриу, 1981 г.) или от свирепости завоевателей, которые вешали христиан на деревенской площади, а затем писали на надписи «диава и идес» с целью устрашения и подчинения других жителей. Культурное объединение села было основано в 1980 году . Здесь же находится Церковь Благовещения Богородицы.
- Кардулиано (Καρδουλιανό), с 143 жителями в 1961 г. и 96 в 1971 г., на высоте 330 м. В старых переписях не упоминается. Согласно переписи 1881 года с 72 турецкими и 18 христианскими жителями. Топоним происходит от фамилии первых поселенцев, Кардулианос. Сегодня в том же районе сохранилась фамилия Кардулакис. Есть старая церковь Святого Иоанна с остатками фресок.

В сообщество Кастелион входит деревня Лагос, которая не упоминается в старых венецианских переписях, но упоминается в турецкой переписи 1671 года под названием Лагу. Получила название от первого поселенца Лагоса, как и одноимённая деревня в Ласитионе. В документах от 1583 года упоминается Томас Лагос, должник как арендатор государственных имений на плато Лассити . Характерная архитектура нескольких домов способствовала идее восстановления и сохранения деревни. Эта работа началась с инициативы культурного объединения, так что поселение можно охарактеризовать как традиционное.

## Аэропорт Кастелион
К юго-западу от Кастелиона находится военный аэродром, на котором базируется 133-я передовая авиагруппа (133 Σμηναρχία Μάχης) Военно-воздушных сил Греции. Тип техники — F-16.
В 450 м западнее существующей военной взлетно-посадочной полосы строится новый международный аэропорт Ираклиона для замены устаревшего аэропорта «Никос Казандзакис».

## Сообщество Кастелион
Сообщество Кастелион (Κοινότητα Καστελλίου Πεδιάδος) создано в 1925 году (ΦΕΚ 27Α). В 1994 году (ΦΕΚ 144Α) Кастелион стал административным центром общины Кастелион. По программе «Калликратис» в 2010 году (ΦΕΚ 87Α) община Кастелион упразднена, Кастелион стал историческим центром созданной общины Миноа-Педьяда. В сообщество Кастелион входит деревня Лагос. Население сообщества — 1491 человек по переписи 2011 года, площадь — 12,79 км².

## Население
| Год  | Население, человек |
| ---- | ------------------ |
| 1991 | 1386               |
| 2001 | 1673               |
| 2011 | ↘ 1438             |